# Варжеан
Варжеан (порт. Vargeão)  —  муниципалитет в Бразилии, входит в штат Санта-Катарина. Составная часть мезорегиона Запад штата Санта-Катарина. Входит в экономико-статистический  микрорегион Шаншере. Население составляет 3397 человек на 2006 год. Занимает площадь 166,450 км². Плотность населения — 20,4 чел./км².
Праздник города — 21 апреля.

## История
Город основан 21 апреля 1964 года.

## Статистика
- Валовой внутренний продукт на 2003 составляет 41.510.176,00 реалов (данные: Бразильский институт географии и статистики).
- Валовой внутренний продукт на душу населения на 2003 составляет 12.011,05 реалов (данные: Бразильский институт географии и статистики).
- Индекс развития человеческого потенциала на 2000 составляет 0,804 (данные: Программа развития ООН).